# Владимир Кличко
Владимир Кличко (укр. Володимир Кличко; Семипалатинск, 25. март 1976) јесте бивши украјински професионални боксер.
Такмичио се од 1996. до 2017. године. Два пута је освојио светско првенство у тешкој категорији, укључујући обједињене титуле WBA (Super), IBF, WBO, IBO, као Ring магазина. Описиван је као тратешки прорачунат и интелигентан боксер. Кличко се сматра једним од највећих шампиона у тешкој категорији свих времена. Био је познат по великој могућности да нокаутира противника, снажном ударцу, брзину руку, великој физичкој снази коју је користио када је хватао противнике, као и атлетском раду ногу и покретљивости, неуобичајеној за боксере његове величине.
Као аматер, Кличко је представљао Украјину на Олимпијским играма 1996. године, где је освојио златну медаљу у супертешкој категорији. Након што је касније те године постао професионалац, победио је Криса Бирда 2000. и освојио ВБО титулу у тешкој категорији. Кличкова прва шампионска владавина завршила се узнемирујућим поразом нокаутом од Корија Сандерса 2003. године, након чега је уследио још један непријатан пораз нокаутом од Лејмона Брустера 2004. године. У то време Кличко је ангажовао Емануела Стјуарда за свог тренера, чиме је започело осмогодишње партнерство које је трајало све до Стјуардове смрти 2012. Стјуард је био заслужан за промену стила Кличка, од нападачки оријентисаног ударача у дефанзивно оријентисаног боксера, као што је то учинио са Леноксом Луисом од 1995. до 2003. године.
Од 2004. до 2015. Владимир и његов брат Виталиј Кличко (и сам вишеструки светски шампион) доминирали су боксом у тешкој категорији. Овај период бокса је познат и као „Кличко ера“. У јесен 2015. године, Кличко је био рангиран као најбољи активни боксер на свету, од стране BoxRec-а.
Док је био светски шампион у тешкој категорији, његове борбе су редовно генерисале високу телевизијску гледаност, од 300–500 милиона гледалаца. Кличко држи светски рекорде за највећи број дана проведених као штампион тешкој категорији, са 4.382 дана као светски шампион у тешкој категорији и рекод за највише бораца поражених током освајања светског првенства у тешкој категорији, 23 . Он такође држи рекорде за највише победа и одбрана титуле уједињеног шампионата у историји професионалног бокса. Током 2011, и Владимир и Витали су ушли у Гинисову књигу рекорда као браћа са највећим бројем победа у борби за титулу у тешкој категорији (30 у то време; 40 од 2020.). Кличко је уврштен у Међународну боксерску кућу славних 2021. године, у првој години бирања.

## Друга интересовања
Кличко је такође страствени голфер и виђен је како игра на шампионату Алфред Дунхилл Линкс у Шкотској.
Кличко је именован за кустоса украјинског павиљона на Венецијанском бијеналу 2009.
Од октобра 2015. Кличко је радио као ванредни професор на швајцарском Универзитету Са Гален, где је предавао студентима мастер студија.

## Наслеђе
Током периода док је био светског шампиона у тешкој категорији, његове борбе су редовно привлачиле између 300 и 500 милиона гледалаца широм света.
Кличко је више пута проглашен међу 100 најплаћенијих спортиста на свету од стране Форбса: био је на 24. месту у 2012. (процењена зарада од  28 милиона долара између јуна 2011. и јуна 2012.), 41. у 2013. (24 долара милиона), 25. у 2014. (28 милиона долара), 63. у 2015. (22,5 милиона) и 98. у 2017. (21,5 милиона). Кличко није рангиран од стране Форбса 2016. године, упркос чињеници да је наводно зарадио 22,5 долара милиона, само за борбу против Тајсона Фјурија у новембру 2015. Процене укупне зараде Владимира Кличка током професионалне каријере варирају између 150 милиона евра (око 200 милиона долара) и 250 милиона долара. Познат је по добротворном раду и филантропији, Владимир је један од само 15 садашњих или бивших живих спортиста који су проглашени УНЕСКО шампионима спорта.
Браћа Кично се сматрају националним херојима у Украјини. оком 2008. године браћа Кличко су била рангирана на 15. месту листе ТВ канал Интер, 100 највећих Украјинаца, анкета је спроведена широм земље. Боксерске борбе у којима су учествовала браћа Кличко редовно су привлачиле између 10 и 20 милиона гледалаца у Украјини; Владимирову борба против Александра Поветкина гледало је 23 милиона људи. Владимир је више пута проглашен једним од 100 најутицајнијих људи у Украјини од стране магазина Кореспондент: био је рангиран на 95. месту 2006. године, 88. месту 2010. године, 43. месту 2011. године, 51. месту 2012. и 45. месту 2013. Форбс је Кличка прогласио најпопуларнијом познатом личношћу у Украјини 2015. године, стављајући га испред певача Свјатослава Вакарчука и Студија Квартал 95, и такође га је поставио га на друго и треће место по популарности 2012. и 2013. године (рангирање није спроведено 2014.). Владимир је 2017. године одликован Орденом слободе, највишим украјинским признањем које се може доделити особи било које националности, за спортска достигнућа и допринос привредном, научном и културном развоју Украјине.
Кличкови су такође важили за велике звезде у Немачкој. Према Deutsche Welle, друго истраживање спроведено најкасније 2011. показало је да је скоро 99 одсто људи у Немачкој чуло за браћу Кличко. У једном истраживању из 2012. године довео је до тога да су Кличкови заузели друго место на листи најпознатијих личности у Немачкој, док су у јануару 2014. године, на основу анкете од 1151 испитаника, браћа Кличко су рангирана на 6. у категорији „Личност године 2013.“. Дванаест његових борби привукло је преко 10 милиона гледалаца у просеку, а његова одбрана титуле у тешкој категорији против Едија Чејмберса у марту 2010. привукла је већи број гледалаца на RTL-у него што је повратак легенде Формуле 1 Михаела Шумахера, који је проглашен за највећег немачког спортисту 20. века
Кличко је имао осам борби на спортским стадионима у Немачкој, Швајцарској и Уједињеном Краљевству, а све борбе осим једне су имале од 43.000 до 90.000 посетилаца.

## Лични живот
Кличко је од 2009. био у вези са америчком глумицом Хејден Панетијер  Панетијер се појављивала поред ринга у неким Кличковим борбама. Пар је имао кратак раскид 2011. године, али су поново били заједно 2013. У октобру 2013. Панетијер је потврдила да су она и Кличко верени. Имају једно дете, ћерку, рођену децембра 2014. Августу 2018, према речима Панетијерове мајке Лесли Вогел, пар се развео по други пут. Речено је да су у 'добрим односима' због своје ћерке.
Дана 6. децембра 2013. године, Кличко и његова тадашња вереница Хејден Панетијер посетили су евромајданске протесте у Кијеву. Његов брат Витали је био једна од водећих личности ових протеста. Он и Панетијерева су се обратили протестантима.
Владимир и његов брат Витали се никада нису борили један против другог у професионалној каријери јер их је мајка натерала да обећају да се никада неће борити међусобно.
Он говори четири језика: енглески, немачки, руски и украјински. Био је пријатељ са покојном немачком легендом тешке категорије Максом Шмелингом.
Током добротворне аукције у Кијеву одржане марта 2012, Кличко је продао своју златну медаљу на Олимпијади из 1996. купцу који је понудио 1 милион долара. Кличко је рекао да ће искористити новац да помогне снове стотина хиљада украјинске деце. Након продаје, купац је одмах вратио медаљу из поштовања према Кличку и зато што је желео да остане породици Кличко.
У фебруару 2022, Кличко се придружио Кијевској бригади територијалне одбране (војна резерва Оружаних снага Украјине). И он и његов брат Виталиј Кличко, који је градоначелник Кијева од 2014. године, обећали су да ће се борити за заштиту главног града Украјине, Кијева, путем оружаних снага, као одговор на руску инвазију на Украјину која је почела 24. фебруара 2022. Према Тајмсу, Владимир и Витали су били на личној листи за одстрел Владимира Путина.
Марта 2022, браћа су објавила преко Телеграма да су прикупили 100 милиона евра финансијске подршке Украјини кампањом прикупљања средстава у Немачкој.